# كاي بلوم
كاي بلوم (Kay Bluhm) هي لاعبة أولمبية لرياضة كانو-كاياك من ألمانيا. شاركت في الأولمبياد الصيفي في 1988–1996، وفازت بما مجموعه 5 ميداليات.

## الميداليات
| ذهب | فضة | برونز | المجموع |
| 3   | 1   | 1     | 5       |

## روابط خارجية
- كاي بلوم على موقع اللجنة الأولمبية الدولية (الإنجليزية)
- كاي بلوم على موقع أوليمبيديا (الإنجليزية)